# Madrassa de l’émir Uljay al-Yusufi
 (mars 2024).
La Madrassa l’émir Uljay al-Yusufi est une madrassa et un mausolée mamelouk au Caire en Égypte. L’édifice fut complété en 1373 par l’émir Uljay al-Yusufi. Le complexe servit aussi de mosquée du vendredi.

## Voir également
- Architecture mamelouke

## Référence
- (en) D. Behrens-Abouseif, Cairo of the Mamluks, Ed. I.B.Tauris, 2007, p. 221.